# ISTP

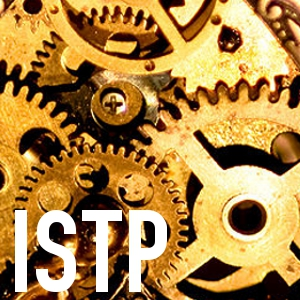
根据Myers-Briggs公司，ISTP被称为“合逻辑的务实主义者”（logical pragmatist）。

ISTP是迈尔斯-布里格斯性格分类法（MBTI）中十六种人格类型之一:30-31，缩写意为内向（英語：Introverted）、实感（英語：Sensing）、思考（英語：Thinking）、感知（英語：Perceiving）:6，原型来自荣格类型学理论中“以思考主导的内向型”（英語：Introverts with dominant feeling），后来由迈尔斯和布里格斯完善为“以思考主导、以实感辅助的内向型”（英語：Introverts with dominant Thinking and auxiliary Sensing）:22-23。
在凯尔西气质分类法中，ISTP被称为“手艺人”（英語：Crafter），属于工匠的四种气质之一。
综合各方统计，ISTP类型约占人口的4-10%。

## 理论基础

### 迈尔斯-布里格斯性格分类法（MBTI）
《MBTI手冊》指出，該指標「旨在實施一種理論；因此必須理解理論才能理解MBTI」。MBTI強調天生差異的意義；其基本假設是，我們在理解自身經歷的方式上有着特定的偏好，這些偏好支撐着我們的興趣、需求、價值觀和動機。該理論的精髓是，人類的許多看似隨機變化的行為其實是相當有序而規律的，這是因為個體在「感知」和「判斷」的方式上存在根本差異。MBTI評量工具旨在幫助識別健康行為中的感知和判斷模式。
MBTI的理論基礎是瑞士精神科醫生卡爾·榮格（Carl Jung）在1921年提出的一項具影響力的理論——心理類型。榮格認為，人們使用實感、直覺、情感和思考四種主要的心理功能來體驗世界，而人在大多數時候由其中一種功能主導。綜上，榮格提出了兩對一分為二的認知功能的存在：
- 「理性」的判斷功能：思考和情感
- 「非理性」的感知功能：實感和直覺

榮格認為，對於每個人來說，每個功能都主要以內向或外向的形式表達。基於榮格的原始概念，布里格斯和邁爾斯開發了她們自己的心理類型理論，組成四個類別——外向/內向（E/I）、實感/直覺（S/N）、思考/情感（T/F）、判斷/感知（J/P）；根據MBTI的論述，每個人在每個類別中各有一個偏好的特質，形成16種獨特的類型。MBTI的16種類型由四個字母縮寫來指代，這些縮寫分別來自該類型4種偏好的英文名稱首字母，不過「Intuition」（直覺）除外，它使用縮寫「N」來將其與「Introverted」（內向）的「I」區分開來。
| MBTI的16種類型                                       |      |      |      |
| ISTJ                                                 | ISFJ | INFJ | INTJ |
| ISTP                                                 | ISFP | INFP | INTP |
| ESTP                                                 | ESFP | ENFP | ENTP |
| ESTJ                                                 | ESFJ | ENFJ | ENTJ |
| 這個類型指標由邁爾斯所創，以擴展榮格的心理類型理論。 |      |      |      |

### 凯尔西气质分类法
大衛·凱爾西（David Keirsey）在了解MBTI系統後開發了「凱爾西氣質分類法」，這四種「氣質」可追溯到古希臘的傳統。他將這些氣質映射到邁爾斯與布里格斯創建的SP、SJ、NF和NT分組，並為MBTI的16種人格類型逐個命名：
| SP組 （工匠）       | ESETIP創業者   | ISETIP手藝人 | ESEFIP表演者 | ISEFIP作詞人 |
| SJ組 （監護人）     | ESITEJ監督人   | ISITEJ調查員 | ESIFEJ供給者 | ISIFEJ保護者 |
| NF組 （理想主義者） | ENIFEJ教育家   | INIFEJ咨詢師 | ENEFIP捍衛者 | INEFIP治療師 |
| NT組 （理性主義者） | ENITEJ陸軍元帥 | INITEJ策劃人 | ENETIP發明家 | INETIP建築師 |

## 类型动力学

### 四个偏好
MBTI通過以下偏好將人們歸類：:5-7
- 能量態度（注意力方向與能量來源）：外向或內向（E/I）
- 感知功能（信息收集方式）：實感或直覺（S/N）
- 判斷功能（決策方式）：思考或情感（T/F）
- 生活態度（對待外在世界的方式）：判斷或感知（J/P）

四個字母的組合遵循E/I、S/N、T/F、J/P的順序，由此產生了16種可能的字母組合，如ESTJ、ISFP、INFJ、ENTP等16種獨特的類型:29。在MBTI的理論中，「類型」表達的信息量不只是「4個偏好」，它代表了功能（S、N、T、F）、能量態度（E、I）以及對外界的態度（J、P）之間的一組複雜的動態關係:29。根據MBTI的論述，每組二分法的兩個「偏好」類似左撇子與右撇子，人們確實會使用雙手，但通常會用喜歡的那隻手伸手，因為那樣更自然:117。更重要的是，所有偏好和類型都同樣有價值，MBTI並不顯示一個人的能力。每種人格類型都有它自己的潛在優勢，和提供機遇能讓這優勢成長的領域:52
- I——内向态度相对于外向态度（E）。偏好内向态度的人倾向通过处理内心世界和头脑中的想法、图像、记忆和反应来获取能量。他们通常偏好独立作业，或是与一两个相处舒适的人共事。他们需要时间深思，以确定接下来的行动。对他们来说，概念几乎是实实在在的东西，有时比起实物，他们更喜欢概念本身[25]。
- S——实感功能相对于直觉功能（N）。偏好实感功能的人关注物理现实，即五种感官所能感知的东西。他们关心的是此时此地的现实事物，并注意事实，记住对他们重要的细节。他们喜欢看到事物的实际用途，其最佳学习方式是了解如何应用所学。对他们来说，经验比论述更有说服力[26]。
- T——思考功能相对于情感功能（F）。偏好思考功能的人倾向于通过基本真理和原则来做决定，不管实际情况如何。他们喜欢分析优缺点，并希望做出前后一致且合乎逻辑的决策。他们试图不带有任何感情，不受自己或他人的意愿影响[27]。
- P——感知态度相对于判断态度（J）。偏好感知态度的人在他们的外在生活中使用其感知功能——实感（S）或直觉（N）。他们似乎更喜欢灵活和随性的生活方式，倾向理解和适应这个世界，而不是组织它。在其他人眼中，他们对新的经验和訊息保持开放态度[28]。

### 认知功能

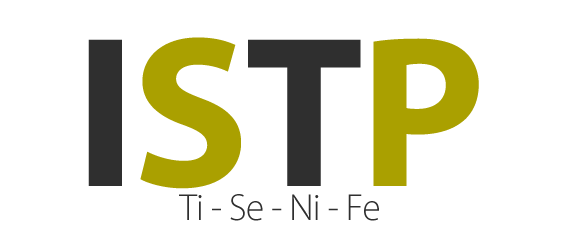
ISTP类型的功能层级

根据类型动力学，MBTI四组偏好中4种功能（S、N、T、F）通过不同态度（E、I、J、P）进行组合和互动，最终形成“功能叠列”（英語：function stack），即完整的人格类型。在功能叠列中，4个功能根据它们的“意识”强度进行降序排列，依次为“主导”（英語：dominant）、“辅助”（英語：auxiliary）、“第三”（英語：tertiary）及“劣势”（英語：inferior）功能，即第一至第四功能。主导功能是人格类型的核心优势，辅助功能则相当于副驾驶，而第三与劣势功能的意识和发育都较少。
随着类型发育（英語：type development）的终身过程，个体将逐步获得对两个感知功能（S/N）及两个判断功能（T/F）的更大控制和熟练度。一般情况下，主导功能在7岁以前开始发育，辅助功能则在20岁以前开始发育，第三功能和劣势功能则分别出现于中年时期或更晚。

#### 主导功能：内向思考（Ti）
内向思考（简称Ti）是偏好思考和感知类型（xxTP）的主导或辅助功能。根据《MBTI手册》第三版，Ti的定义如下：
| 通过深度思考并建立一套用于理解的逻辑系统，以追求内部思维的准确性和秩序:23。 |

根据德伦特博士（Dr. A.J. Drenth）的论述，逻辑推理是Ti使用者的天性，包含空间推理和运算推理。其次，逻辑思考是TP类型的第二天性，使他们能够独立地通过逻辑难题来推理，因此许多TP型（尤其是ITP型）的人是典型的“单干”型。综上，Ti功能被描述为“推理”。
对于ISTP型的人而言，他们以主导功能Ti获得内在秩序和控制感，他们可能追求独立地解决生活挑战，例如健身、汽车修理、手工艺等。Ti的内在判断本质可能使ISTP将自己误判成ISTJ，但实际上J（判断）指的是外在表现。Ti的流动性加上Se的观察力，有助ISTP敏锐地分析问题原理，并推理出解决方法。

#### 辅助功能：外向实感（Se）
外向实感（简称Se）是偏好实感和感知类型（xSxP）的主导或辅助功能。根据《MBTI手册》第三版，Se的定义如下：
| 将能量向外引导，并通过专注于当下积累的详细而准确的感官数据，来获取信息:23。 |

根据德伦特博士（Dr. A.J. Drenth）的论述，Se功能常与五感相关，协调个体与物理环境的关系，这种动物本能可以很好地适应弱肉强食的社会。因此SP型的人充满了本能的感官欲望，喜欢新奇的感官刺激、物质享受和动作带来的快感，甚至会养成奢侈的品味，因为他们欣赏这种地位象征。综上，Se功能被描述为“体验”。
对于ISTP型的人而言，辅助功能Se使他们比一般人更追求身体上的快感以及新鲜的感官体验；加上他们的Fe缺陷，他们可能喜欢单车或长跑等个人运动。他们使用Se关注物理细节，因而擅长技术类工作，并执着于使用优良的工具来作业。与INTP不同的是，比起“用脑子”，ISTP更喜欢“动起来”。

#### 第三功能：内向直觉（Ni）
内向直觉（简称Ni）是偏好直觉和判断类型（xNxJ）的主导或辅助功能。根据《MBTI手册》第三版，Ni的定义如下：
| 将能量引导向内，专注于潜意识图像、关联和规律，以此形成内在视野及洞察力:23。 |

根据德伦特博士（Dr. A.J. Drenth）的论述，Ni使用者尤其依赖视觉感官，即以图像思考，许多INJ型的人常被指具有远见和洞察力。Ni的视觉本质与Se相关，但Se协调环境的细节，而Ni更多地关注整体印象和深度洞悉。Ni功能被描述为“看见”，除了指心智的视觉化，亦指“理解”——俯瞰大局，或是看透表象。
对于ISTP型的人而言，其第三功能Ni可结合主导功能Ti，使他们对抽象知识有一定的兴趣。不过，由于ISTP的Ni意识相对薄弱，他们的直觉感知可能比较迟钝。接近中年的ISTP更有可能从广泛的生活经验（Ti-Se）归纳并提取意义，逐渐形成洞察力（Ni），以明确其身份认同和世界观。

#### 劣势功能：外向情感（Fe）
外向情感（简称Fe）是偏好情感和判断类型（xxFJ）的主导或辅助功能。根据《MBTI手册》第三版，Fe的定义如下：
| 通过组织和构建环境来满足人们的需求与自己的价值观，以追求和谐:23。 |

根据德伦特博士（Dr. A.J. Drenth）的论述，Fe使用者更快地向他人寻求情感支持，因此谈论情感问题可以疗愈FJ型的人。Fe将社会规范置于自身感受之前，以确保自己融入社会环境，有助建立社会凝聚力。Fe功能擅长识别和镜射他人的情绪，又能留意并满足他人的需求，有助FJ型的人建立融洽的人际关系。学者将Fe功能描述为“联系”。
对于ISTP型的人而言，当他们被劣势功能Fe“支配”时，通常在工作上变得偏执和完美主义，ISTP可能刻意地疏远他人，甚至屏蔽感知（Se-Ni）。ISTP的情感有欠成熟，难以主动接触或理解自己的情绪，造成笨拙的社交表达和异于常人的冷漠。虽然ISTP的Fe使他们仍渴望肯定，并能尊重和包容他人，但这可能与Ti的独立需求相冲突，造成ISTP在人际关系（尤其是恋爱关系）中的困难。

#### 阴影功能
后来的人格类型研究者（特别是琳达·V·贝伦斯）在这个降序排列中添加了四个附加功能。这些功能被称为阴影（英語：Shadow）功能，因为一个人并不自然地倾向于它们，但在压力之下它们也会浮现。对ISTP来说，这些阴影功能是（按次序）：
| 通过运用明晰度、目标导向和果断行动，寻求对外部环境的逻辑秩序:23。 |

| 向内引导能量，并存储外部现实和内部思想经验的事实与细节:23。 |

| 将能量向外引导，以纵览新的想法、有趣的模式和未来的可能性:23。 |

| 通过对自己和他人的内在价值观及外在行为的敏感度，寻求颇具意义且复杂的内在和谐:23。 |

## 特征
根据《MBTI手册》，以下是偏好ISTP类型的人可能有的天赋、特质、外在评价和潜在的成长空间:81,83。
《MBTI手册》对ISTP类型的简述如下:64：
为人宽容，处事灵活。冷静的观察者，面对问题时能迅速找到可行的解决方法。喜欢分析事物的运作原理，擅长从大量的数据中找出实际问题的核心。对因果关系感兴趣，凭借逻辑原则组织事实，注重效率。

### 天赋
偏向ISTP类型的人仔细观察他们周围发生的事情，然后在有需要的时候迅速行动，抓住问题的核心，以最大的效率和最小的努力来解决它。他们对事物的运作方式和原理很感兴趣，但不太喜欢抽象的理论，除非该理论能立即应用出来。他们通常是负责排除故障的人:81。
ISTP型的人抗拒严密的制度与规则，喜欢多样化和新奇的事物。他们乐于解决那些新颖、有形且广泛的难题:81。

### 特质
属于ISTP型的人主要在内部使用他们的思考功能，以看清事物背后的基本结构。他们的思维看起来几乎像电脑一样运作——组织数据并进行推理，不带有任何个人情感。他们基于大量有形的訊息，做出理性的决定:81。他们可能是：
- 独立而客观的批评家
- 喜欢分析、合乎逻辑的解难者[2]:81

ISTP型的人是现实主义者，专注于当下能做的事，忽视理论上的可能性。他们在处理眼前的问题时可以很有创意，善于动手操作:81,83。ISTP型的人可能是：
- 切合实际、现实的
- 实事求是、务实的[2]:83

ISTP类型的人是追求权宜之计的投机主义者，他们只做必要的任务，并尽可能减少他们认为不必要的讨论和关切，他们最关心的是结果，而非过程:83。

### 外在评价
ISTP类型的人主张人人平等，通常能够容忍各种行为。但如果支配着他们的逻辑原则受到侵犯，他们可能直截了当地将自己的决断表达出来，使他人感到震惊。ISTP类型的人在聆听他人时可能看似顺从，因为他们当下没有表达异议，但这只是因为他们需要时间分析，随后可能在内心得出反对的结论，因而被认为是出尔反尔的人:83。
由于ISTP类型持续地纵览訊息并关注结果，当他们看到另一种更有效的方法时，会轻易地改变流程。正因为如此，别人有时很难读懂他们。他们倾向保持安静和含蓄，不过他们在自己擅长的领域可以相当健谈:83。其他人通常认为ISTP型的人是：
- 应变能力强、喜欢行动的冒险者
- 自信、独立且独断专行的人[2]:83

### 潜在的成长空间
有时候，生活环境并不支持ISTP类型的人发展和表现他们的实感（S）和思考（T）偏好:83。
- 如果ISTP类型没有开发其实感功能，他们可能缺乏可靠的方法来获取外部世界的准确訊息，或将他们的想法转化为行动[2]:83。
- 如果ISTP类型没有开发其思考功能，他们可能会被周围的现实所吸引，却没有花时间做内部的逻辑处理，从而无法做出正确的决定。结果，他们的行动可能是对即时性需求的脱序反应[2]:83。

如果ISTP找不到一个可以发挥其天赋并赞赏其贡献的地方，他们通常会感到沮丧:83，并可能会：
- 变成愤世嫉俗、动辄猜疑、损人利己的批判家
- 收起他们的注意力和精力
- 在决策上拖延[2]:83

ISTP类型对他们不偏好的情感（F）和直觉（N）功能的关注较少，这本来是正常的:83。然而，如果他们过于忽视这些部分，他们可能会：
- 忽视他人的情感需求和价值观
- 不太考虑自己的决策会对他人造成什么影响
- 在决策和行动时，一味关注即时成果，却忽略了其长期后果[2]:83

在庞大的压力下，ISTP类型的人可能会向外爆发，不当地表达他们的情绪。结果，其火爆的脾气或伤心的眼泪会使他人相当不安，而这对于一贯冷静和克制的ISTP来说也是非常尴尬的:83。

## 统计学

### 人口分布
根据心理类型应用中心（Center for Applications of Psychological Type）按美国人口类型分布的推算数据显示，ISTP类型约占人口4-6%；性别分布方面，ISTP在女性人口大约占2-3%，在男性人口则约占6-9%。
不过，根据凯尔西气质分类法所指，ISTP所对应的气质“手艺人”（英語：Crafter）占人口约10%。

### ISTP之最
根据《MBTI手册》第三版的研究结果，ISTP类型在美国统计中显示出以下特殊趋势:96,97：
- 各项应对策略（英語：coping resources）的平均水平最低（与INTP类型并列）；其中与社交相关的应对策略是16个类型中水平最低的
- （患有慢性疼痛者）因过度运动引发障碍的风险最高（与ESTP类型并列）
- 在运用精神或哲学相关的应对策略方面表现最佳（与INFJ类型并列）
- 对于“表现出不快和愤怒”的应对压力最高
- “积极情感”（英語：positive affectivity）的水平最低
- 大学保留率（英語：college retention）最低

### 注脚
1. ↑  . share.themyersbriggs.com. The Myers-Briggs Company.   [2023-06-04].
2. 1 2 3 4 5 6 7 8 9 10 11 12 13 14 15 16 17 18 19 20 21 22 23 24 25 26 27 28 29 30 31 32 33 34 35  Myers, Isabel; McCaulley, Mary; Quenk, Naomi; Hammer, Allen.  3rd. Consulting Psychologists Press. 1998. ISBN 978-0-89106-130-4.
3. ↑  .   [2011-02-02]. （原始内容存档于2009-05-13）.
4. ↑  . Keirsey Temperament Assessment.   [2023-06-17]. （原始内容存档于2023-06-19） （英语）.
5. 1 2 3  . Keirsey Temperament Assessment.   [2023-06-17]. （原始内容存档于2023-06-17） （英语）.
6. 1 2  .   [2011-02-03]. （原始内容存档于2017-09-11）.
7. ↑  雪力（夏瑄澧）.  初版. 三采文化股份有限公司. 2023-03-31  [2023-07-26]. ISBN 978-626-358-056-5. （原始内容存档于2023-09-29） （中文（臺灣））.
8. ↑  . TED-Ed.   [2023-07-26]. （原始内容存档于2023-09-29） （英语）.
9. ↑  Myers et al. 1998，第1頁.
10. ↑  Psychological Testing: Principles, Applications, and Issues (2009), p. 502.
11. 1 2  . www.myersbriggs.org. Myers & Briggs Foundation.   [2023-08-22]. （原始内容存档于2023-08-04） （英语）.
12. ↑  Jung, Carl Gustav. . . Princeton University Press. 1971. ISBN 978-0-691-09770-1.
13. ↑  Berens, Linda V.; Nardi, Dario. . . Telos Publications. 2004: 3  [2023-05-25]. ISBN 978-0-9664624-2-5 （英语）. According to Jung, the goal is not to use all the functions equally well but to have one that is dominant or trusted and developed most.
14. ↑  Huber, Kaufmann & Steinmann 2017，第34頁.
15. 1 2  Myers et al. 1998，第6-7頁.
16. ↑  Myers & Myers 1995，第17頁.
17. ↑  Myers et al. 1998，第29頁.
18. ↑  . www.myersbriggs.org. Myers & Briggs Foundation.   [2023-08-06]. （原始内容存档于2023-08-07）.
19. ↑  Myers et al. 1998，第23頁.
20. 1 2  . www.myersbriggs.org. The Myers & Briggs Foundation.   [2023-05-23]. （原始内容存档于2023-06-03）.
21. ↑  . www.myersbriggs.org. Myers & Briggs Foundation.   [2023-08-06]. （原始内容存档于2023-08-04） （英语）.
22. ↑  Keirsey, David.  1st. Prometheus Nemesis Book Co. May 1, 1998 [1978]. ISBN 1-885705-02-6.
23. ↑  . The Myers & Briggs Foundation.   [2023-06-02].
24. ↑  Myers, Isabel Briggs; Mary H. McCaulley.  2nd. Palo Alto, CA: Consulting Psychologist Press. 1985. ISBN 0-89106-027-8 （英语）.
25. ↑  . www.myersbriggs.org. The Myers & Briggs Foundation.   [2023-06-04]. （原始内容存档于2021-05-10）.
26. ↑  . www.myersbriggs.org. The Myers & Briggs Foundation.   [2023-06-04]. （原始内容存档于2021-05-10）.
27. ↑  . www.myersbriggs.org. The Myers & Briggs Foundation.   [2023-06-04]. （原始内容存档于2023-05-20）.
28. ↑  . www.myersbriggs.org. The Myers & Briggs Foundation.   [2023-06-04]. （原始内容存档于2023-04-11）.
29. 1 2 3  Dr. A.J. Drenth. . Personality Junkie.   [2023-06-11]. （原始内容存档于2023-03-26）.
30. 1 2  . www.myersbriggs.org. The Myers & Briggs Foundation.   [2023-06-11]. （原始内容存档于2023-05-14）.
31. ↑  . www.myersbriggs.org. The Myers & Briggs Foundation.   [2023-06-11]. （原始内容存档于2023-05-17）.
32. 1 2 3 4 5 6 7 8 9 10 11 12 13 14 15 16 17  . Personality Junkie.   [2023-06-07].
33. 1 2 3 4  . Personality Junkie.   [2023-06-17]. （原始内容存档于2023-06-17）.
34. ↑  .   [2011-02-02]. （原始内容存档于2011-02-08）.
35. ↑  . www.cognitiveprocesses.com. CognitiveProcesses.   [2023-06-09]. （原始内容存档于2023-03-29） （英语）.
36. ↑  . www.myersbriggs.org. The Myers & Briggs Foundation.   [2023-06-18]. （原始内容存档于2022-07-22）.